# Giovanni Agostino da Lodi

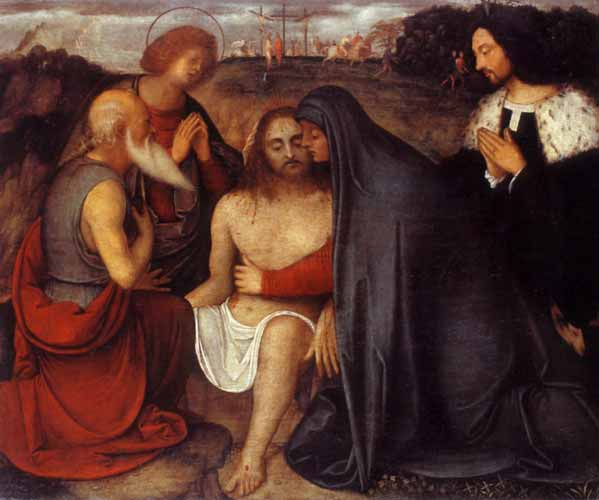
Piedad con San Juan Bautista, San Jerónimo y donante, Ca' D'Oro, Venecia.

Giovanni Agostino da Lodi (doc. 1467 - 1524/1525), fue un pintor renacentista italiano. Antes de su identificación por la crítica se le consideraba un maestro anónimo conocido como el Pseudo-Boccaccino.

## Carrera

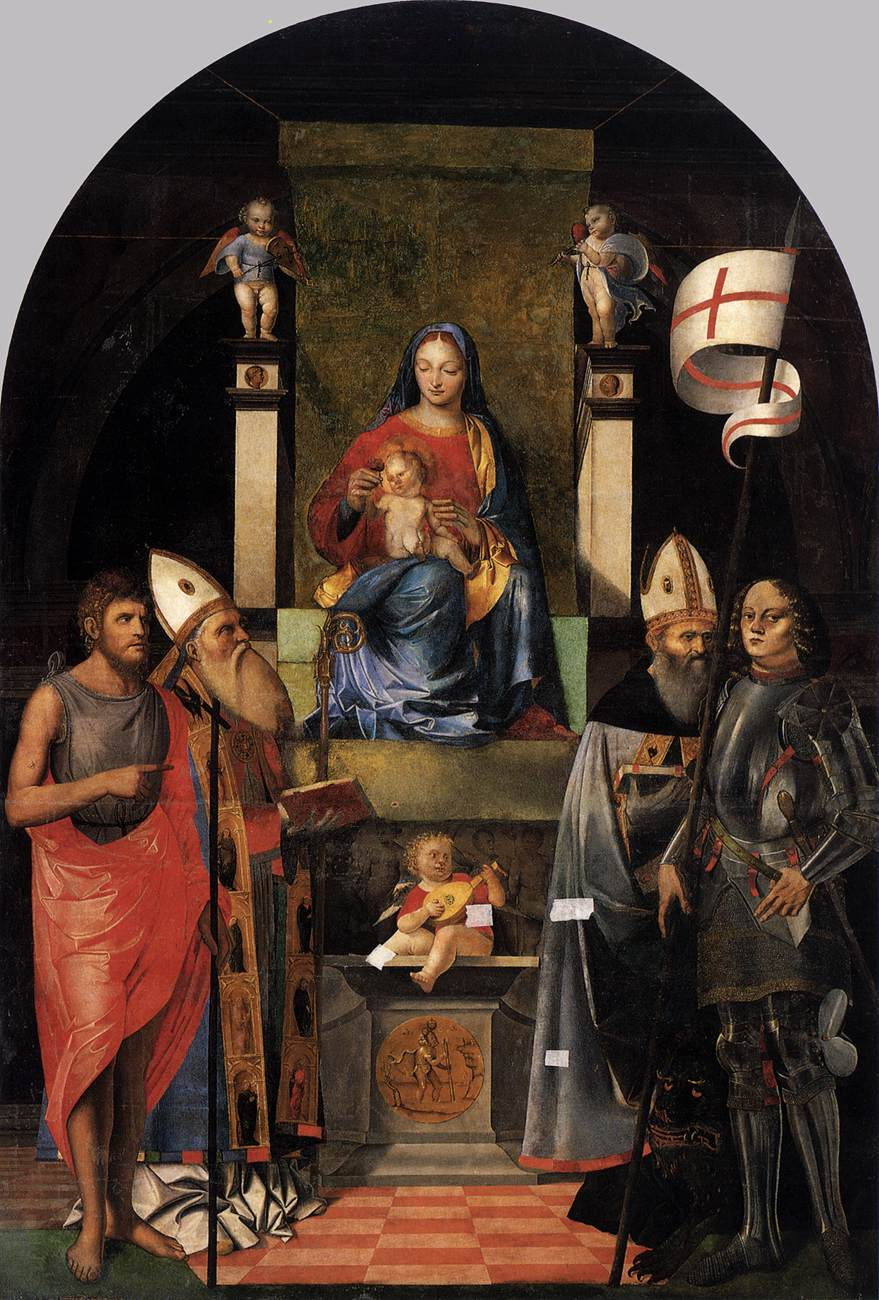
Virgen entronizada con santos, San Pietro Martire, Murano.

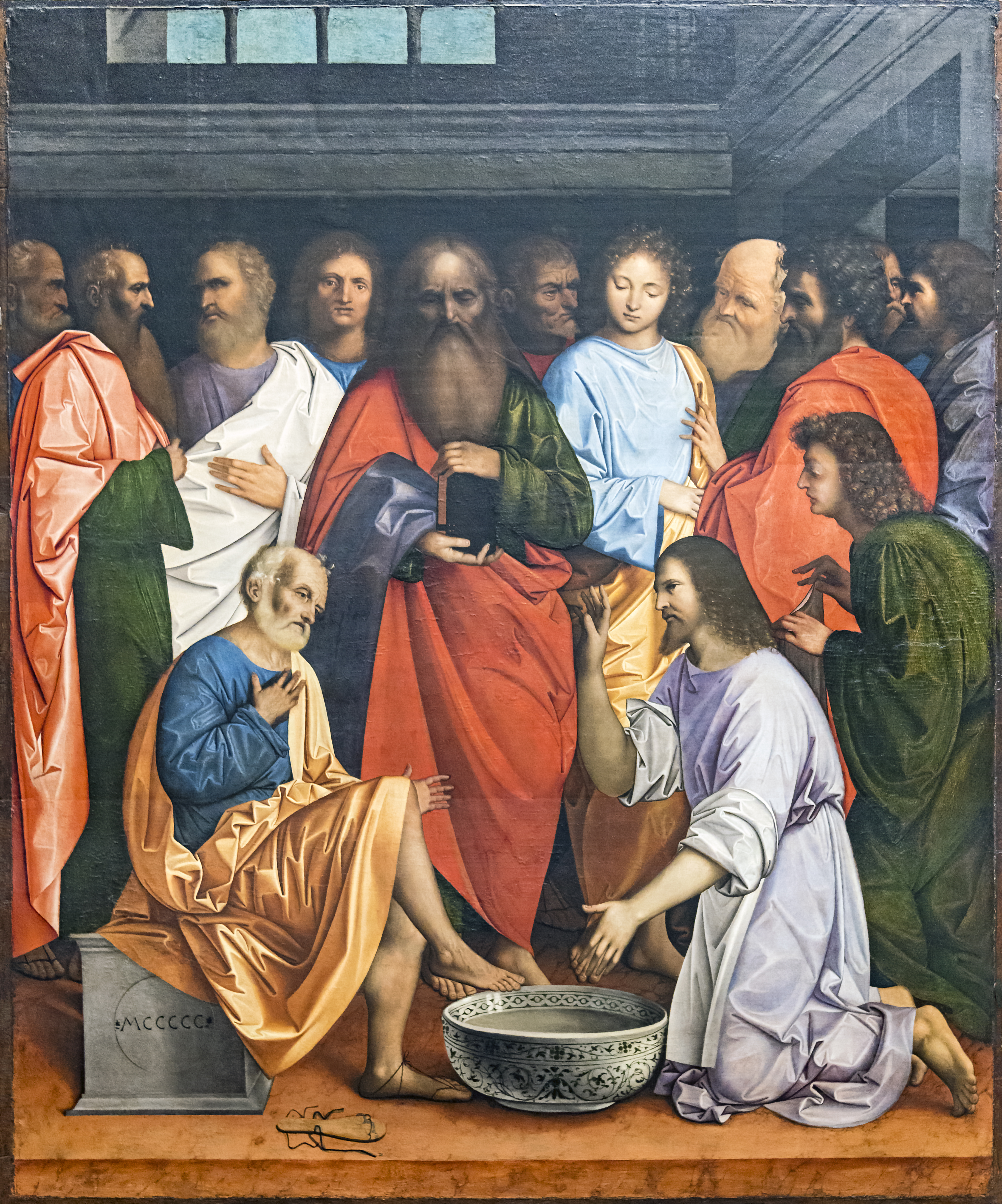
Lavatorio, Galería de la Academia de Venecia.

Su carrera ha sido reconstruida a partir de una serie de obras antiguamente atribuidas a Boccaccio Boccaccino (de ahí su denominación de Pseudo-Boccaccino). Dejó de ser un anónimo cuando se descubrió su firma en una pequeña tabla con San Pedro y San Juan (c. 1495, Pinacoteca di Brera, Milán), confirmada después con el hallazgo de otra obra rubricada por él, un dibujo con una Alegoría de la Prudencia (vendido en Sotheby's New York, el 16 de enero de 1986, lote 36).
Estos trabajos sugieren que Giovanni Agostino fue un intermediario entre el arte lombardo de finales del siglo XV y la escuela veneciana encabezada por Giovanni Bellini, Giorgione y otros artistas de su círculo. Se ha documentado una prolongada estancia en Venecia (doc. 1504), corroborada por una importante presencia de obras de su mano en el Véneto. Muchas de estas pinturas presentan elementos provenientes del arte de Durero.
La carrera de Giovanni Agostino da Lodi parece desarrollarse paralelamente a la de artistas como Girolamo Romanino y Altobello Melone, pintores que representan la fusión de influencias de las escuelas milanesa, veneciana y nórdica.
Tras su regreso a Lombardía, ejecutó obras para la iglesia de Gerenzano, la Certosa di Pavia (ambas todavía en su ubicación original), y Santa Maria della Pace, en Milán (ahora en Brera). Esta producción indica la importancia de Lodi dentro del panorama de la pintura lombarda.

## Obras destacadas
- San Pedro y San Juan (1495, Pinacoteca di Brera, Milán)
- Cristo lava los pies de los discípulos (1500, Accademia, Venecia)
- Virgen entronizada con cuatro santos (San Pietro Martire, Murano)
- Virgen con el Niño con San Roque y San Nicolás (San Nicola, Bribano)
- Alegoría de la Prudencia (dibujo, colección particular)
- Virgen entronizada con santos (San Giacomo, Gerenzano)
- San Juan Bautista y San Jerónimo (Santo Stefano, Venecia)
- Deposición (Museo de Poznan)
- Ángel de la Anunciación (Staatliche Museen, Berlín)
- Evangelista sentado (Staatliche Museen, Berlín)
- Virgen con el Niño y donantes (Museo di Capodimonte, Nápoles)
- Natividad (Art Museum, Allentown)
- Pan y Siringa (Museo Thyssen-Bornemisza, Madrid)
- Ladón y Siringa (Museo Thyssen-Bornemisza, Madrid)
- Cena de Emaús (Colección privada)
- Sagrada Familia (Museo del Louvre, París)
- Marta y María Magdalena (Museo de Castelvecchio, Verona)
- Piedad con San Jerónimo y donante (Ca' d'Oro, Venecia)
- Virgen con el Niño y San Sebastián (Galería Estense, Modena)
- Bautismo de Cristo (Pinacoteca di Brera, Milán)
- San Antonio Abad, en meditación (Museo del Prado) (atribuido).